# Cyanopterus bellona
Cyanopterus bellona är en stekelart som först beskrevs av Charles Thomas Brues 1924.  Cyanopterus bellona ingår i släktet Cyanopterus och familjen bracksteklar. Inga underarter finns listade i Catalogue of Life.